# Математический институт Макса Планка
Математический институт Макса Планка — научно-исследовательский математический институт. 
Один из 80 институтов общества Макса Планка.
Расположен в Бонне, Германия. 
Назван в честь немецкого физика Макса Планка. 
Институт приглашает временных сотрудников на срок от нескольких недель до нескольких месяцев.
Институт ведет исследовательские работы, включающие в себя направления:
- Алгебраическая геометрия;
- Теория чисел;
- Алгебраические группы и арифметические подгруппы;
- Теория представлений;
- Алгебраическая топология;
- Уравнения с частными производными;
- Математическая физика.

## История
Институт основан Фридрихом Хирцебрухом. В 1980 году он выступал в качестве директора Института и работал им до своей отставки в 1995 году. 
В настоящее время институтом руководит совет директоров, состоящий из четырех профессоров 
- Вернер Балманн — управляющий директор с 2007 года, сменил на этом посту Гюнтера Харгера[англ.] (1995—2006),
- Герд Фальтингс (с 1995),
- Питер Тайхнер[нем.] (с 2008)
- Дон Цагир (с 1995).

Юрий Манин (1993—2005), в 2005—2023 работал как эмерит.